# نصیرکندی (مشگین‌شهر)
نصیرکندی یک روستا در ایران است که در دهستان ارشق مرکزی واقع شده‌است. نصیرکندی ۳۰ نفر جمعیت دارد.